# أحمد سالم ولد اعلي
هو الأمير أحمد سالم ولد اعلي ولد محمد لحبيب ولد أعمر ولد المختار، الملقب ببياده، ويعرف في الوثائق الفرنسية بأحمد سالم الثاني.

## قتله محمد فال ولد سيدي
كان أبناء سيدي ولد محمد لحبيب بقيادة محمد فال قد غدروا بالأمير اعلي ولد محمد لحبيب والد بياده وقتلوه غيلة سنة 1886 م عند «احسي لغنم» وقتلوا معه زوجته وابنه الصبي محمد، ولبس محمد فال ولد سيدي السروال وأعلن نفسه أميرا للترارزة لكن الرياح لم تجر بما تشتهيه سفن محمد فال فقد أعلن عمه أعمر سالم رفضه للأمر وعدم اعترافه به أميرا، وبعد عدة حروب جنحا للسلم وتنازل محمد فال عن الإمارة لصالح عمه أعمر سالم.
ورغم تنازل محمد فال طواعية عن الإمارة إلا الشاب أحمد سالم ولد اعلي (بياده) أصر على قتله انتقاما منه على غدره بوالده اعلي ونجح أخيرا في الأمر سنة 1887.

## ثورته على عمهأعمر سالم
بعد قتل أحمد سالم ولد اعلي لابن عمه محمد فال ولد سيدي سنة 1887 بدأ يسعى لتولي الإمارة وهكذا خرج على طاعة عمه الأمير أعمر سالم، وأصبح ينازعه الإمارة ويطالب بها لنفسه، وقد شهد النزاع بينهما عدة وقائع أشهرها يوم الحيمر، و تنضلها ، والكانه وكان آخر وقائعهما يوم «تغظفتْ» الذي قتل فيه الأمير أعمر سالم.